# خاک و مرجان
خاک و مرجان فیلمی به تهیه‌کنندگی سید امیر پروین‌حسینی، کارگردانی سیدمسعود اطیابی و نویسندگی پانته‌آ تاج‌بخش محصول سال ۱۳۹۱ است.

## بازیگران
- لینا علم
- مارینا گلبهاری
- رسول ایمان
- قادر آریایی
- فرزانه نوابی
- پانته‌آ تاج‌بخش